# 库鲁
库鲁（法語：Kourou，法語發音：[kuru]）是法国海外省法属圭亚那的一个市镇，属于卡宴区。

## 历史
1854-1944年，该地长期作为法国的流放地。在19世纪，来自法国的15000名定居者把库鲁看做是传说中的黄金国，来此定居，但是定居者在两年内全部因疾病或饥饿而死亡。20世纪70年代，因欧洲发射装置发展组织的赤道空间发射场（圭亞那太空中心的前身）在附近建立，库鲁逐渐繁荣起来。

## 地理
库鲁（5°9'30"N, 52°38'34"W）面积2,160 平方千米平方千米，位于法国海外省法属圭亚那，库鲁河畔。
与库鲁接壤的市镇（或旧市镇、城区）包括：马库里亚、鲁拉、锡纳马里、蒙西内里-托内格朗德、圣埃利。
库鲁的时区为UTC−03:00。

## 行政
库鲁的邮政编码为97310，INSEE市镇编码为97304。

## 政治
库鲁的现任市长为弗朗索瓦·兰盖（François Ringuet）先生，任期为2020-2026年。

## 经济
库鲁周边地区仍然以种植咖啡、可可和热带水果等农业为主。

## 人口

1962-2008年间库鲁人口变化图示

库鲁于2022年1月1日时的人口数量为24470人。